# 글송이
글송이는 대한민국의 학습 만화 출판사이다. ‘책 속에서 꿈을 꾸고, 책 속에서 희망을 얻는 아이들’을 위한 책을 만들고자 노력하는 글송이는, 어린이들의 지적 호기심을 해결하고 인격 형성과 정서 함양에 도움이 되는 옹골찬 책만을 한결 같이 고집하는 어린이 책 전문 출판사이다.

## 연혁
- 1999년 3월 6일: 설립
- 2001년 : 학습 만화 퀴즈! 과학상식 출판
- 2002년: 텐텐북스 출판
- 2005년: 소녀백과 출판
- 2006년: 어린이 과학 백과 출판
- 2010년: 어린이 첫 사전 출판
- 2015년: 스토리텔링 수학 동화 출판
- 2017년: BATTLE 최강왕 출판

## 책
- 퀴즈! 과학상식
- 텐텐북스
- 소녀백과
- 어린이 과학 백과
- 어린이 첫 사전
- 스토리텔링 수학 동화
- BATTLE 최강왕